# 江泰權
江泰權（1960年10月26日—），為一名台灣前棒球選手，曾經效力於中華職棒統一獅，守備位置為左外野手，但是由於涉入1997年黑鷹事件，使他在中華職棒遭到終身禁賽，因此便轉往中國大陸發展。

## 經歷
- 嘉義縣梅山國小少棒隊
- 嘉義縣南興國中青少棒隊
- 新竹縣山崎高工青棒隊
- 中國石油棒球隊
- 輔仁大學棒球隊（葡萄王）
- 陸光棒球隊
- 榮工棒球隊
- 黑鷹棒球隊
- 中華職棒統一獅隊 （1992年12月19日～1996年）
- 中華職棒和信鯨隊 （1997年1月13日～02月12日）
- 中國棒球聯賽天津雄獅隊 打擊教練（2000年9月～2009年）
- 中國棒球聯賽廣東獵豹隊 打擊教練（2010年～2011年）
- 中國棒球聯賽天津雄獅隊 打擊教練（2012年～）

## 職棒生涯成績
| 年度   | 球隊   | 出賽 | 打數 | 安打 | 全壘打 | 打點 | 盜壘 | 四死 | 三振 | 壘打數 | 雙殺打 | 打擊率 |
| ------ | ------ | ---- | ---- | ---- | ------ | ---- | ---- | ---- | ---- | ------ | ------ | ------ |
| 1993年 | 統一獅 | 88   | 319  | 100  | 1      | 39   | 20   | 31   | 25   | 124    | 8      | 0.313  |
| 1994年 | 統一獅 | 56   | 183  | 44   | 1      | 26   | 3    | 19   | 14   | 52     | 4      | 0.240  |
| 1995年 | 統一獅 | 99   | 317  | 82   | 1      | 29   | 12   | 33   | 21   | 97     | 9      | 0.259  |
| 1996年 | 統一獅 | 88   | 274  | 78   | 2      | 24   | 8    | 23   | 17   | 102    | 4      | 0.285  |
| 合計   | 4年    | 331  | 1093 | 304  | 5      | 118  | 43   | 106  | 77   | 375    | 25     | 0.278  |

## 特殊事蹟
1993 年在中華職棒國際邀請賽的獅鷹對洛杉磯道奇隊於十局下半擊出再見安打使獅鷹聯隊1:0獲勝

## 外部連結
- 江泰權在台灣棒球維基館上的頁面（繁體中文）